# Ступіна (Констанца)
Ступіна (рум. Stupina) — село у повіті Констанца в Румунії. Входить до складу комуни Круча.
Село розташоване на відстані 165 км на схід від Бухареста, 56 км на північний захід від Констанци, 96 км на південь від Галаца.

## Населення
За даними перепису населення 2002 року у селі проживала 771 особа, з них 768 осіб (99,6%) румунів. Рідною мовою 768 осіб (99,6%) назвали румунську.